# Porter (cerveza)

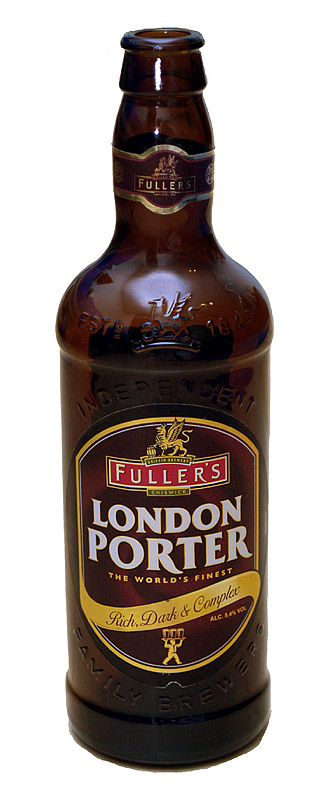
Fuller's London Porter

Porter es un estilo de cerveza oscura desarrollado en Londres a partir de cebada malteada marrón. El nombre se registró por primera vez en el siglo XVIII, y se cree que proviene de su popularidad entre los porteadores de la calle (en inglés: porters) y el río, que transportaban objetos para otros.
Su origen data del siglo XVIII como una mezcla de brown ale, pale ale y «stale» ale o añejo, y con un 6 % de alcohol en volumen. El nombre viene de su popularidad entre los porteadores (porters) que trabajaban en los mercados de abastecimiento de Londres. Se elabora con levaduras de fermentación alta (tipo ale) preferentemente con contenido medio a alto de calcio, carbonatos, cloruros y sulfatos, siendo una práctica común adicionar sales al agua como yeso, cloruro de calcio y carbonato de calcio, motivo por el cual se asoció, tradicionalmente, la porter con efectos medicinales.
La historia y el desarrollo de los tipos de cerveza stout y porter están entrelazados. Se cree que el nombre «stout», usado para una cerveza oscura, se debe a que las cervezas porter fuertes se comercializaban con nombres como «extra porter», «double porter» y «stout porter». El término stout porter más tarde se acortaría a solo stout. Por ejemplo, la Guinness Extra Stout originalmente se llamaba «Extra Superior Porter» y solo se le dio el nombre de «Extra Stout» en 1840.

## Historia

### sigloXVIIIyXIX
En 1802, John Feltham escribió una versión de la historia de la cerveza porter que se ha utilizado como base para la mayoría de los escritos sobre el tema. Muy poco de la historia de Feltham está respaldada por evidencias contemporáneas; su relato se basa en una carta escrita por Obadiah Poundage (que había trabajado durante décadas en el comercio de cerveza de Londres) en la década de 1760. Feltham malinterpretó partes del texto, principalmente debido a su desconocimiento de la terminología cervecera del siglo XVIII. El mencionado autor afirmó que en el Londres del siglo XVIII se hizo una bebida popular y menos costosa para las clases trabajadoras llamada three threads («tres tiros» o «tres tercios») que consistía en un tercio de una pinta ale, cerveza y de dos peniques (la cerveza más fuerte, que cuesta dos peniques por cuarto). Feltham dijo que alrededor de 1730, un cervecero llamado Harwood hizo una sola cerveza llamada Entire o Entire butt, que recreó el sabor de «tres hilos» y se hizo conocido como «porter».
Porter se menciona ya en 1721, pero ningún escritor antes de Feltham dice que se hizo para replicar la three threads. En cambio, parece ser un desarrollo más envejecido de las cervezas marrones que ya se están haciendo en Londres. Antes de 1700, los cerveceros de Londres enviaban su cerveza muy joven y el distribuidor realizaba cualquier envejecimiento. La porter fue la primera cerveza que se envejeció en la cervecería y se despachó en condiciones adecuadas para beber inmediatamente. Fue la primera cerveza que se podía hacer a gran escala, y los cerveceros porteadores de Londres, como Whitbread, Truman, Parsons y Thrale, lograron un gran éxito financiero.
Las primeras porter de Londres eran cervezas fuertes para los estándares modernos. Las primeras pruebas con el hidrómetro en la década de 1770 registraron que la porter tenía un OG (graduación original) de 1.071 y 6.6% «alc». El aumento de los impuestos durante las Guerras Napoleónicas redujo su gravedad a alrededor de 1.055, donde permaneció durante el resto del siglo XIX. La popularidad del estilo llevó a los cerveceros a producir porteadores en una amplia variedad de fortalezas. Estos comenzaron con Single Stout Porter en torno a 1.066, Double Stout Porter (como Guinness) en 1.072, Triple Stout Porter en 1.078 e Imperial Stout Porter en 1.095 y más. A medida que avanzaba el siglo XIX, el sufijo de la porter se redujo gradualmente.

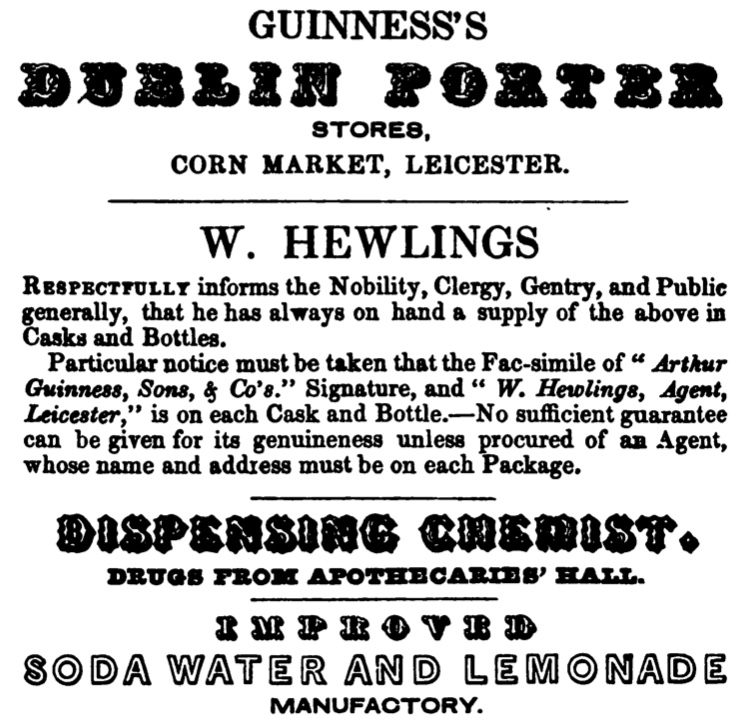
Anuncio para la porter de Guinness, 1840.

Las grandes cervecerías porter de Londres fueron pioneras en muchos avances tecnológicos, como el uso del termómetro (alrededor de 1760) y el hidrómetro (1770). El uso de este último transformó la naturaleza del portero. Los primeros cargadores fueron elaborados con malta 100% marrón. Ahora los cerveceros podían medir con precisión el rendimiento de la malta que usaban, y notaron que la malta marrón, aunque más barata que la malta pálida, solo producía aproximadamente dos tercios de la cantidad de material fermentable. Cuando se aumentó el impuesto a la malta para ayudar a pagar la Guerra Napoleónica, los cerveceros tenían un incentivo para usar menos malta. Su solución fue usar una proporción de malta pálida y agregar colorante para obtener el tono esperado. Cuando se aprobó una ley en 1816 que permitía usar solo malta y lúpulo en la producción de cerveza (una especie de Reinheitsgebot británica), quedaron en un dilema. Su problema fue resuelto por la invención de Wheeler de la malta patente casi negra (horneada) en 1817. Ahora era posible preparar porter de 95% de malta pálida y 5% de malta patente, aunque la mayoría de los cerveceros de Londres continuaron usando malta marrón para darle sabor.
Hasta aproximadamente 1800, la porter de Londres maduró en grandes tanques, a menudo con varios cientos de barriles, entre seis y dieciocho meses antes de ser acomodados en barriles más pequeños para ser entregados a los pubs. Se descubrió que no era necesario envejecer a todas las porter. Una pequeña cantidad de cerveza muy envejecida (18 meses o más) mezclada con porter fresca o suave produjo un sabor similar al de la cerveza envejecida. Era un método más barato para producir porter, ya que requería almacenar menos cerveza durante largos períodos. La mezcla normal era alrededor de dos partes de cerveza joven por una parte de edad.
Después de 1860, a medida que la popularidad de la porter y el gusto añejo comenzaron a disminuir, la porter se vendía cada vez más «suave». En las últimas décadas del siglo, muchas cervecerías descontinuaron su cargadores, pero continuaron elaborando una o dos cervezas gruesas. Los que persistieron con la porter, lo elaboraron más débil y con menos lúpulo. Entre 1860 y 1914, la gravedad cayó de 1.058 a 1.050 y la tasa de salto de dos libras a una libra por barril de 36 galones.

### sigloXXyXXI

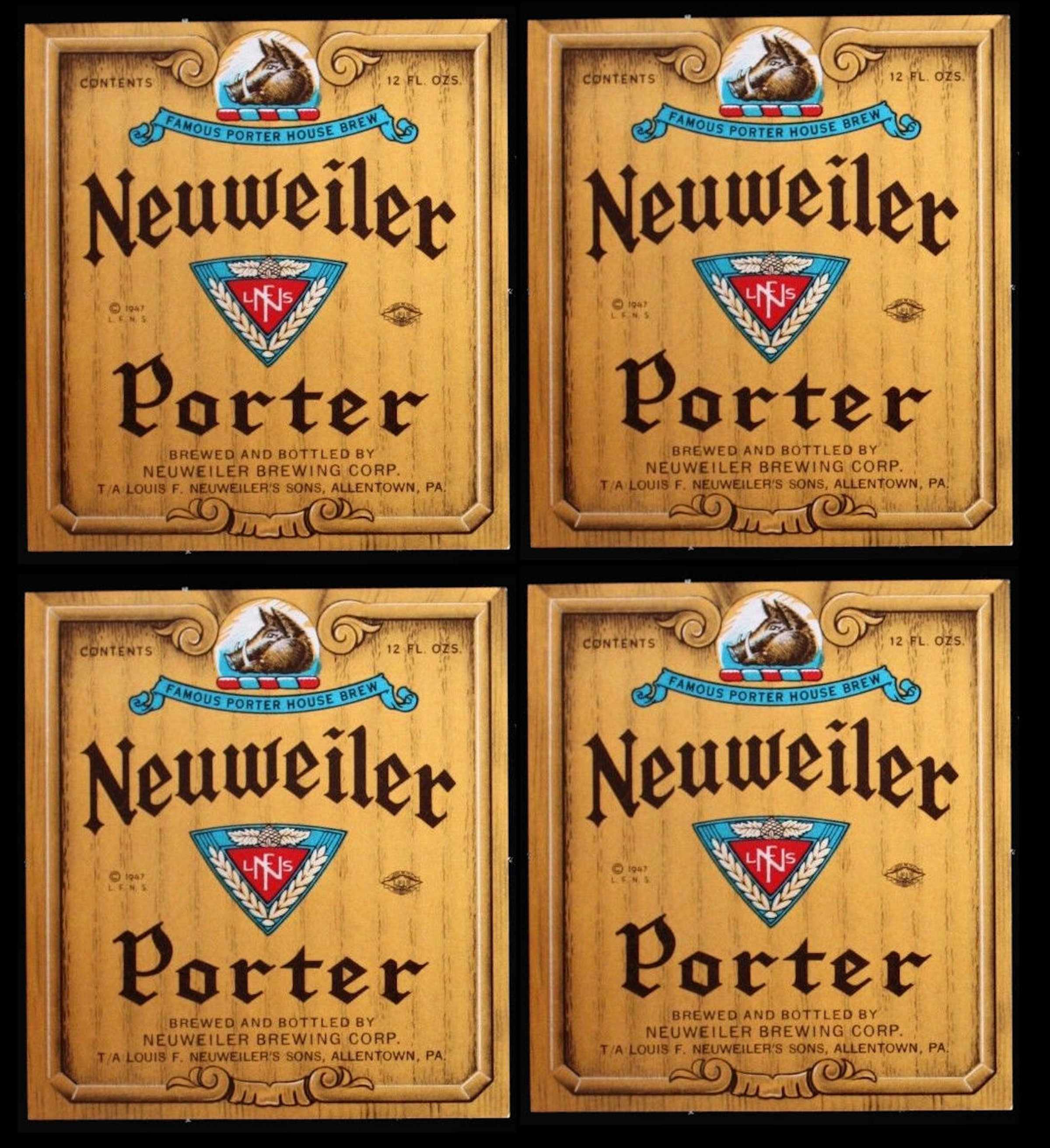
Cerveza porter Neuweiler, Pensilvania, 1960.

Durante la Primera Guerra Mundial en Gran Bretaña, la escasez de granos llevó a restricciones en la fuerza de la cerveza. Se aplicaron reglas menos estrictas en Irlanda, lo que permitió a los cerveceros irlandeses como Guinness continuar elaborando cervezas más cerca de las fortalezas anteriores a la guerra. Las cervecerías inglesas continuaron elaborando una variedad de botellas de cerveza embotellada, y a veces de barril, hasta la Segunda Guerra Mundial y más allá. Durante la Segunda Guerra Mundial, debido a la política oficial de neutralidad del Estado Libre de Irlanda, este período no se consideró técnicamente en tiempos de guerra, sin embargo, el país sufrió una escasez de recursos similar y el consiguiente racionamiento hacia el Reino Unido, por lo que este período se llamó oficialmente «The Emergency» allí. Eran considerablemente más débiles que las versiones anteriores a la guerra (de 1.055–1.060 a 1.040–1.042) y alrededor de la fuerza que había tenido la porter en 1914. El consumo de porter, con su ranura de fuerza ahora ocupada por una sola cerveza, disminuyó constantemente, y la producción cesó a principios de la década de 1950.
La Anchor Brewing Company comenzó a elaborar porter en 1972 y fue embotellada en 1974, lo que inició el renacimiento del estilo que comenzó en 1978, cuando la microcervecería Penrhos introdujo su porter. Un poco más tarde, Timothy Taylor comenzó a preparar una porter también. Ahora hay docenas de cervecerías en Gran Bretaña haciendo porter, con Fuller London Porter ganando medallas de oro y plata en las Competencias Internacionales de Cerveza y Sidra 1999, 2000 y 2002, y la medalla de plata de Campeón Supremo de Cerveza de Invierno de la Camra en 2007, con Wickwar Brewery's Station Porter ganó el oro en 2008.
Muchas cervecerías elaboran porter en variedades amplias, que incluyen, entre otras, calabaza, miel, vainilla, ciruela y chocolate. Las cervezas porter especializadas continúan la tradición del envejecimiento en barriles, y no es extraño el uso de barriles de bourbon.

## Irlanda
La porter se elaboró por primera vez en Irlanda en 1776 y, aunque Arthur Guinness no comenzó a elaborar cerveza hasta 1787, había eliminado todos los demás tipos de cerveza de su fábrica de cerveza Guinness en 1799. Beamish and Crawford en Cork y Murphy's Brewery hicieron lo mismo y abandonaron las ales en favor de porter. El cambio de porter a stout se hizo cuando Arthur Guinness se dio cuenta de que pagaría menos impuestos si usaba cebada tostada y sin maltear en su cerveza.
En Irlanda, especialmente en Dublín, la porter era conocido como «plain porter» (porter simple) o simplemente «plain». Esta es la bebida a la que se refiere el poema de Flann O'Brien "El amigo del trabajador": "Una pinta de plain es tu único hombre". Por el contrario, la porter extra fuerte se llamaba «Stout Porter». La última porter irlandesa Guinness fue producida en 1974, aunque la compañía lanzó un "renacimiento" basado en una receta de 1796 en 2014.
Después de la invención de la cebada malteada tostada hasta el negro para impartir un color más oscuro y un sabor a quemado distinto a la cerveza en 1817, los cerveceros irlandeses dejaron de usar malta marrón, usando solo malta patente y malta pálida, mientras que los cerveceros ingleses continuaron usando malta marrón, dando una diferencia de estilo entre las porter inglesas e irlandesas.

## Estados Unidos

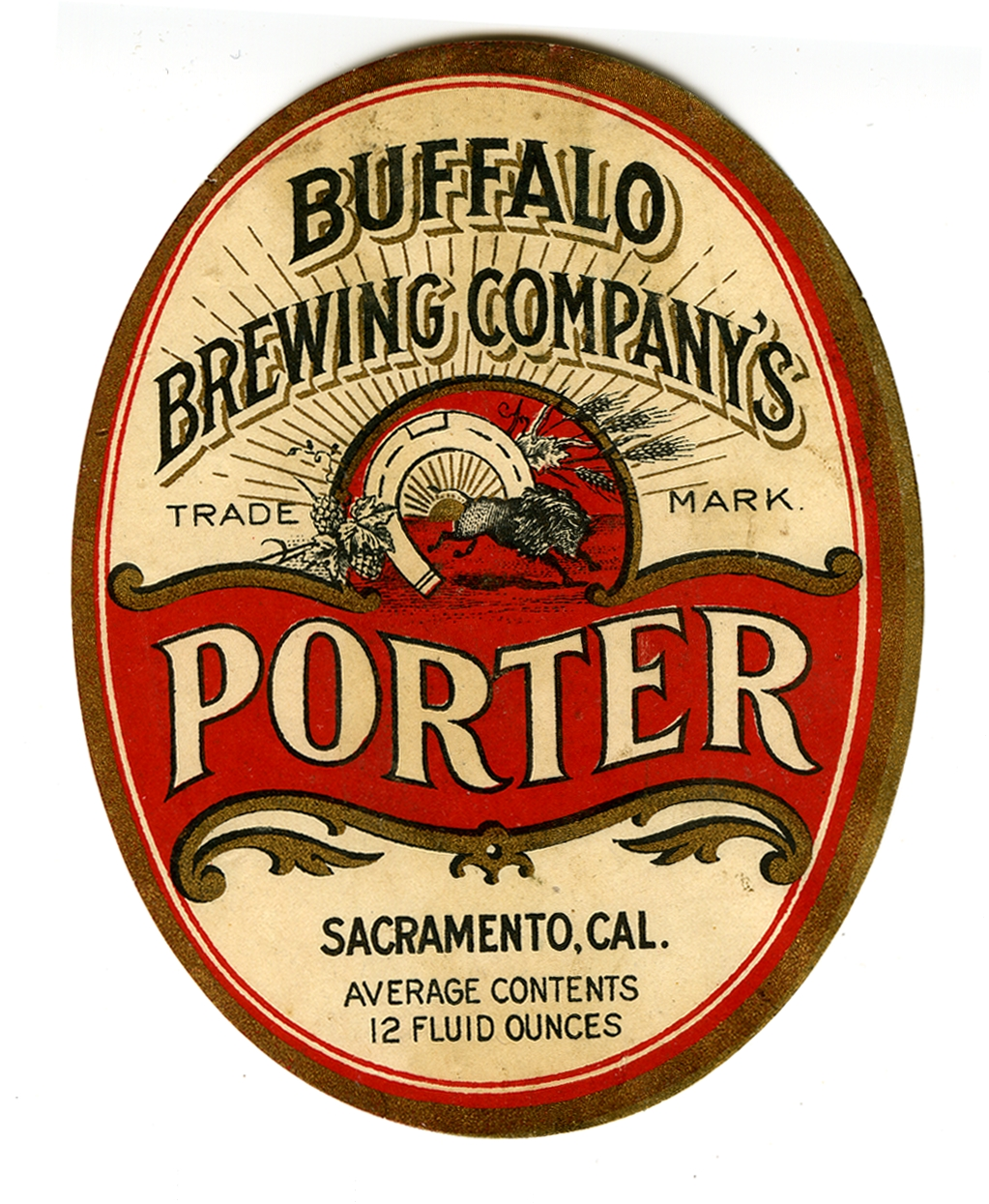
Cerveza porter californiana de Buffalo Brewing Company.

La porter se elaboraba comercialmente en los Estados Unidos en el siglo XVIII, especialmente en Nueva Inglaterra y Pensilvania. Después de la introducción de las lagers en los Estados Unidos en la década de 1850, las cervecerías comenzaron a preparar sus cargadores con levadura lager en lugar de una de alta fermentación. Además, estos cargadores estadounidenses a menudo incluían complementos como el maíz, la melaza y la porterina. La porterina se desarrolló en Estados Unidos como una herramienta de cerveza, agregada en el mosto de cervezas más ligeras, para agregar color y sabor que emulan la de una porter. La porterina está hecha de la cocción lenta del jarabe de maíz, que concentra los azúcares en la sustancia. Con esta concentración viene el color caramelo y la consistencia de la porterina. Con la llegada del movimiento de elaboración artesanal, muchas microcervecerías producen porter y stouts con métodos tradicionales, así como con las técnicas estadounidenses.

## Baltic porter
La Baltic porter es una variedad de cerveza negra imperial que se originó en la región báltica en el siglo XIX. Las Imperial stout exportadas desde Gran Bretaña en el siglo XVIII eran populares en los países del Mar Báltico y se recreaban localmente con ingredientes locales y tradiciones cerveceras. Las primeras versiones fueron fermentadas en caliente hasta finales del siglo XIX, cuando muchas cervecerías comenzaron a elaborar cerveza con su fermentador frío. Las Baltic porter suelen tener una gravedad mínima de 18 grados plato y un alto contenido de alcohol, incluso más del 10%. Se producen en Finlandia, Estonia, Letonia, Lituania, República Checa, Alemania, Polonia, Rusia, Ucrania, Dinamarca, Suecia y, en menor medida, Estados Unidos.
La Baltic porter es una especialidad de muchas cervecerías polacas y la más antigua del país fue producida por Żywiec en 1881. Sinebrychoff de Finlandia ha estado elaborando cerveza Baltic porter en Helsinki desde la década de 1860, mientras que Põhjala de Estonia es un recién llegado especializado en porter de barril. En Dinamarca, la palabra porter es sinónimo de «imperial stout» y la Baltic porter de Wiibroe (ahora elaborado por Carlsberg) es conocido por ambos nombres. La cerveza porter fue elaborada en Alemania desde 1853 hasta 1990, cuando la producción cesó en Alemania Oriental después de la reunificación. En 1998, la cervecería Hoepfner de Karlsruhe reanudó la producción de una antigua receta. Fue seguido por otros cerveceros, como Neuzeller Kloster Brewery y Bergquell Brewery, que elaboran cerveza con un 8% alc.

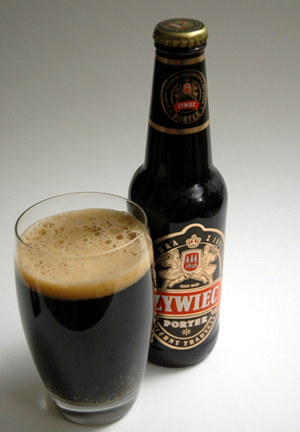
Żywiec Porter bałtycki Polonia
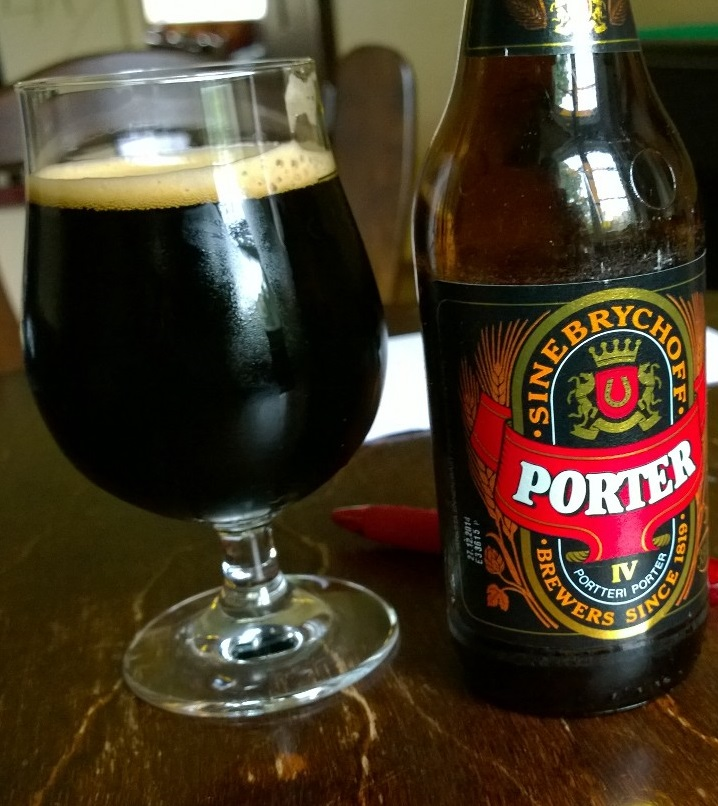
Sinebrychoff Koff Porter Finlandia
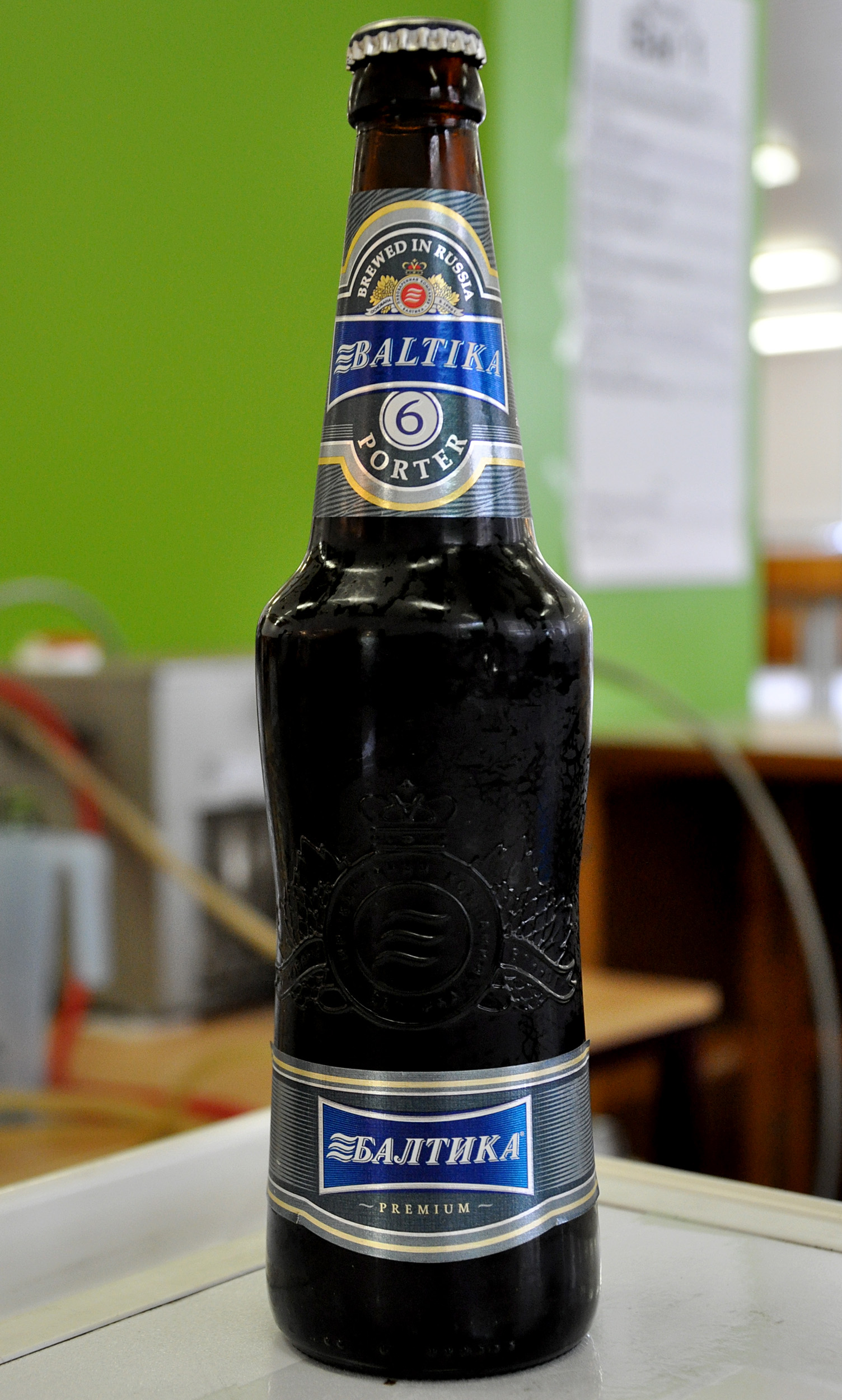
Baltika Baltika 6 Porter Rusia
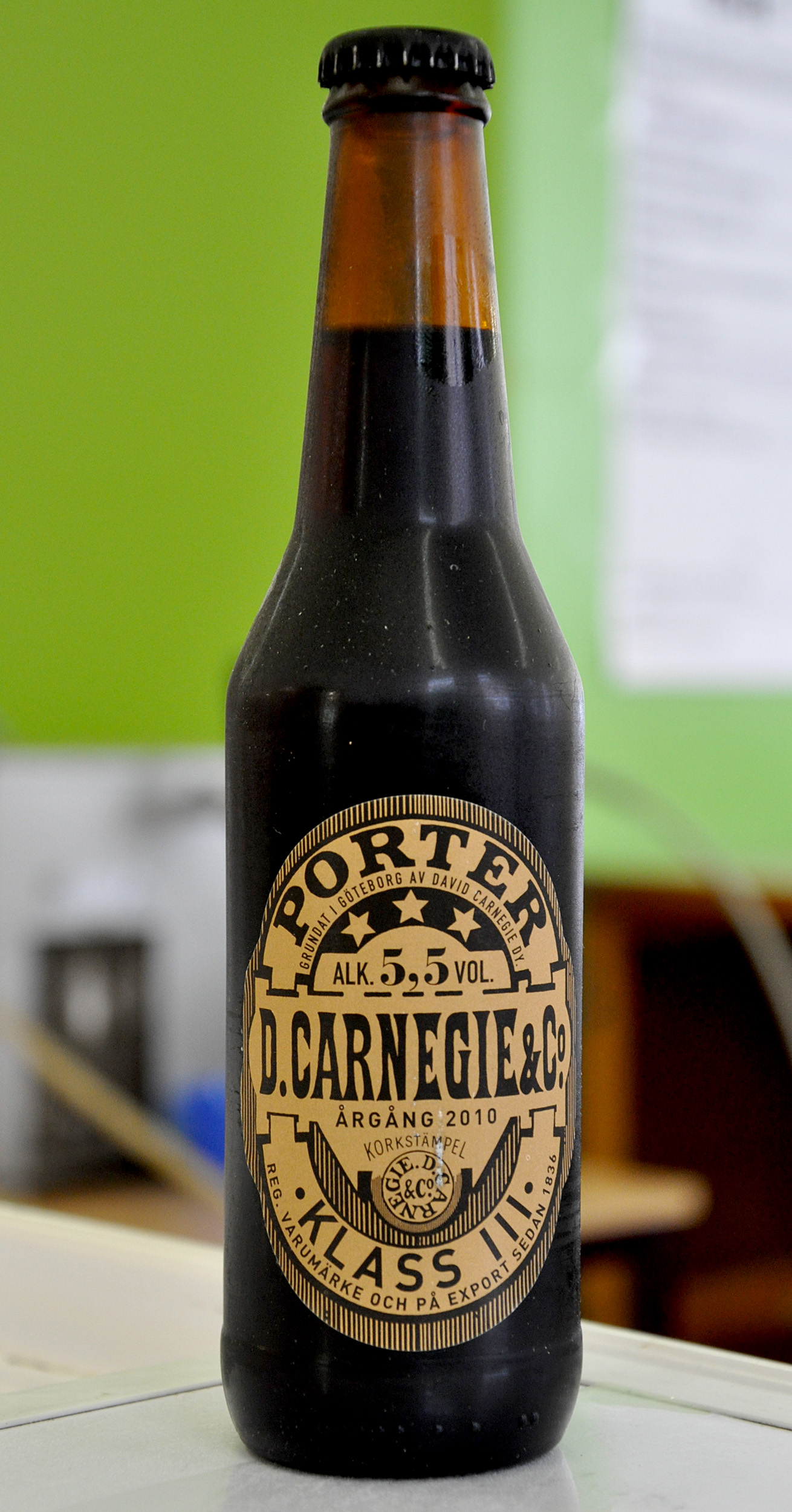
Carlsberg Carnegie Porter Suecia
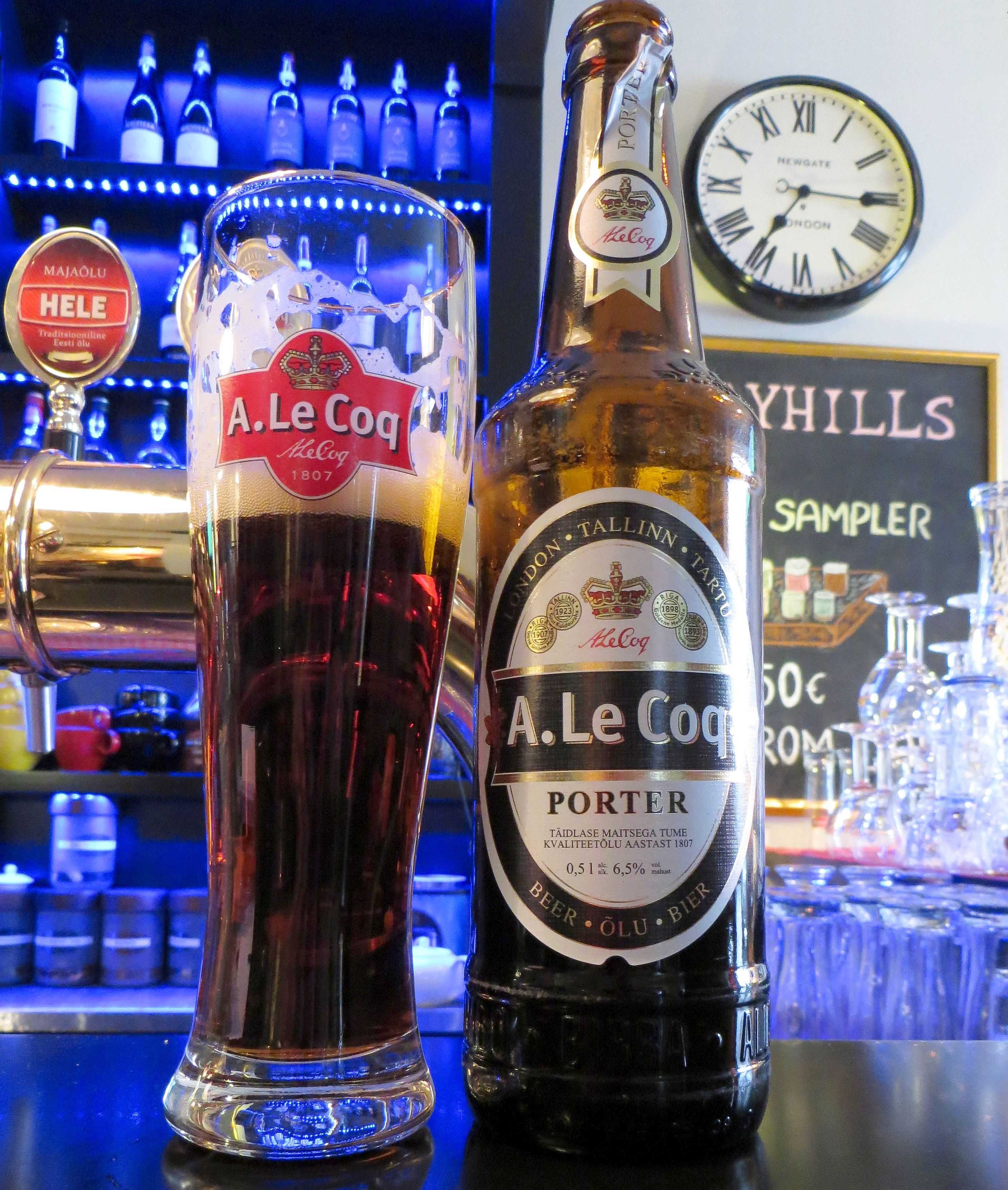
A. Le Coq Porter Estonia
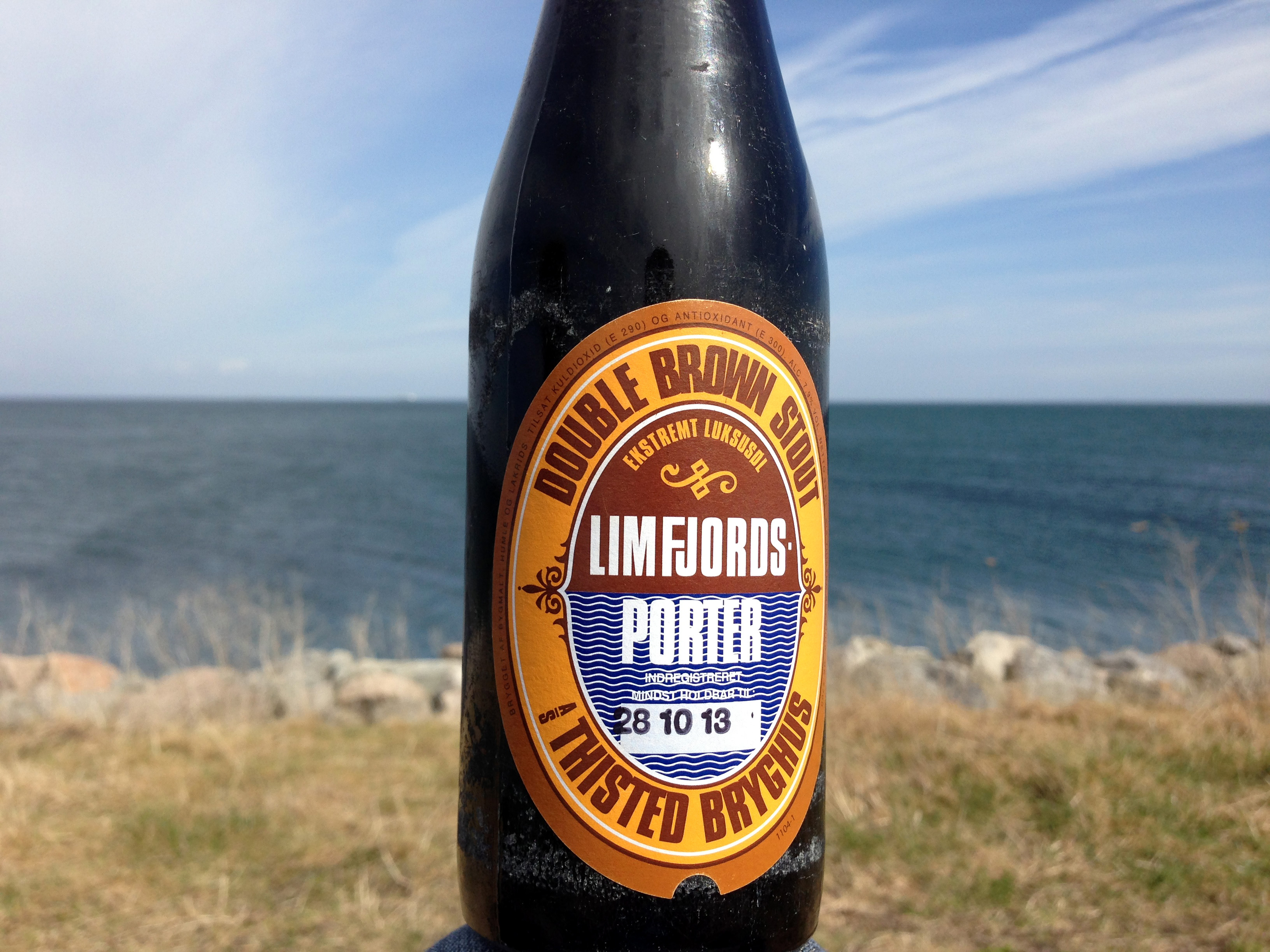
Thisted Bryghus Limfjords Porter Dinamarca